# Xã Walnut, Quận Gallia, Ohio
Xã Walnut (tiếng Anh: Walnut Township) là một xã thuộc quận Gallia, tiểu bang Ohio, Hoa Kỳ. Năm 2010, dân số của xã này là 960 người.